# Jae (Pornodarstellerin)
Jae (* 5. Mai 1973 als Namfon Tong-Im in Kamphaeng Phet, Thailand) ist eine österreichische Reality-Life-Pornodarstellerin.

## Leben
Jae wuchs in Kamphaeng Phet, Thailand, auf der elterlichen Landwirtschaft auf und verbrachte dort ihre Schulzeit und Jugend als jüngstes von insgesamt acht Kindern. 1992, mit Alter 19 Jahren, bekam sie eine Tochter. Jae arbeitete fünf Jahre als Kellnerin in Bangkok und nach einer zweijährigen Ausbildung begann sie in Phuket als Masseurin zu arbeiten. Dort lernte sie mit 26 Jahren ihren jetzigen Mann kennen.
2003 übersiedelte das Paar, allerdings ohne ihre Tochter, die in Thailand ihre Ausbildung noch nicht beendet hatte, nach Österreich. Dort heirateten sie am 11. November 2003. Von 2004 bis 2008 war Jae als Paparazza tätig und fotografierte für verschiedene namhafte Medien in der Erotikbranche, unter anderem für ÖKM, Coupe und das Cherry-Magazin.
Nach mehreren Erfahrungen hinter der Kamera wechselte sie auf die Seite der Darsteller. Ihre Pornofilme werden im Amateur-Genre der Unterkategorie „Reality“ zugeordnet. Gefilmt wird dabei ohne Drehbuch und ausschließlich mit Amateurdarstellern oder Laien, hauptsächlich entstehen die Filme auf vorher angekündigten Partys oder durch zufällig entstandene Kontakte.
Seit Frühjahr 2012 ist Jae die Inhaberin einer Erotik-Swinger-Bar in Rovinj, Kroatien.

## Awards
- Erotixxx Award 2009: Beste Darstellerin Reality[2]
- Erotixxx Award 2010: Beste Reality Film Serie[3]

## Filme
- Potpourri in 6 (2008)
- Jae & Chicas (2009)
- Die Fürstin (2009)
- Swinger Life (2009)
- Holiday with (2009)
- Versautes Biest (2009)
- Swinger Perversionen (2010)
- Swinger Orgien 1 (2010)
- Swinger Cap’d Agde 1 (2010)
- Swingersex Ganz Wien (2010)
- Bang im Van (2010)
- Jae’s Real Life (2010)